# Tullhuset, Halmstad

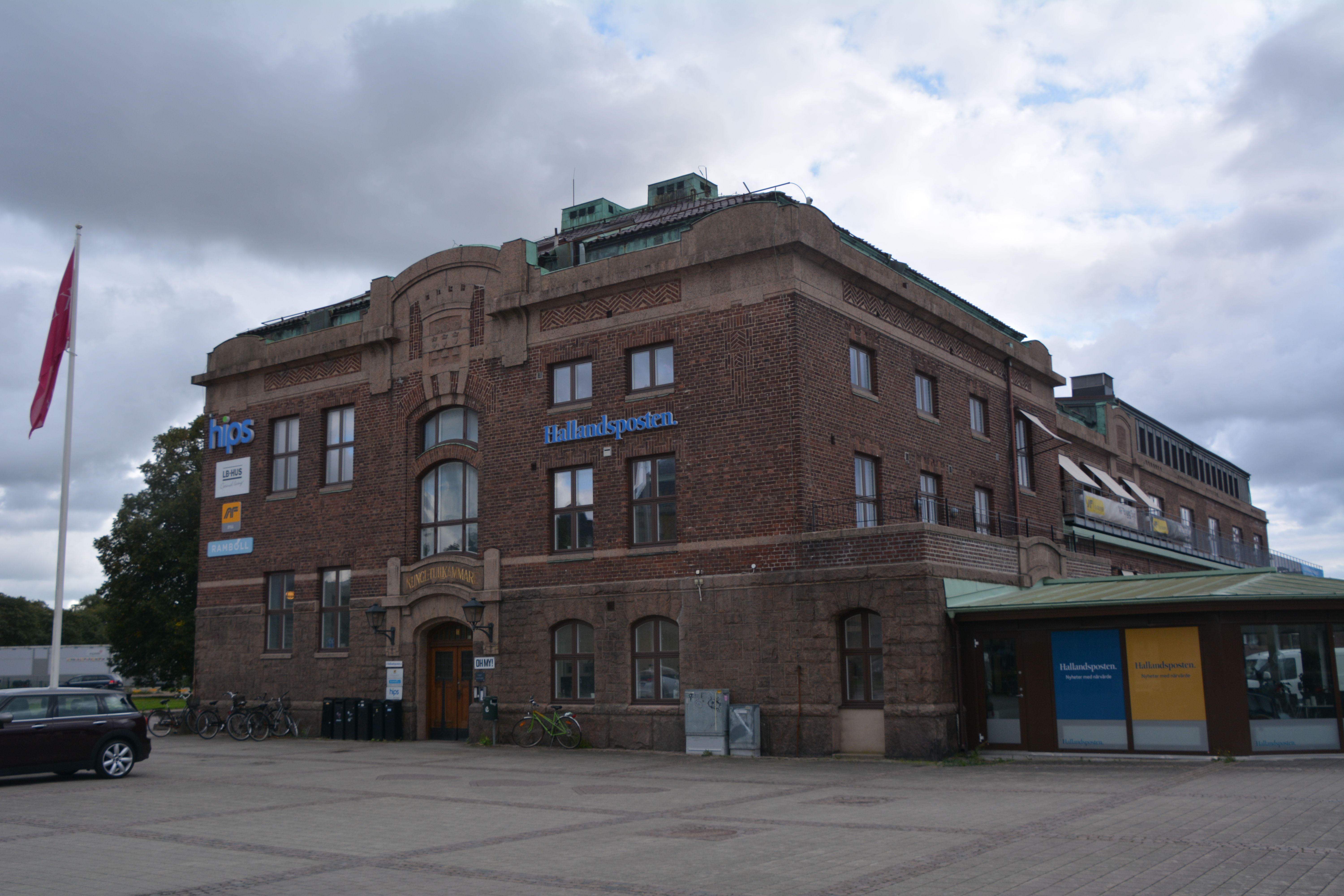
Tullhusets norra fasad

Tullhuset i Halmstad är en tidigare tullbyggnad på östra sidan av Nissan i Halmstad, som invigdes 1911.
Det första tullhuset i Halmstad byggdes omkring 1650 på västra sidan av Nissan. Ett andra tullhus byggdes 1784. Ett tredje tullhus, tillika rådhus, byggdes 1863 strax norr om Halmstads slott, mitt för den nuvarande Slottsbron. Det revs 1956. Efter tillkomsten av järnväg till Halmstad fanns fördelar med ett tullhus på östra sidan av Nissan, vilket 1906 ledde till ett beslut om att uppföra ett nytt tullhus där.
Det nya tullhuset ritades efter en arkitekttävling av Per Lennart Håkanson och uppfördes av Halmstads stad enligt ett beslut i stadsfullmäktige i juni 1909. Det togs i bruk av tullkammaren 1912 . Byggnaden har tre våningar i den norra delen och hade ursprungligen två våningar i den södra delen. Den södra delen byggdes 1954 på med ett tredje våningsplan. Fasaden är av mörkt rödbrunt tegel med partier av granit. Den norra gaveln är den mest bearbetade.
Numera används huset som kontorshus och inrymmer bland annat Hallandspostens redaktion.